# Torpedo 1936
Torpedo o Torpedo 1936 es una serie española de cómics con guion de Enrique Sánchez Abulí y dibujada por Jordi Bernet, que narra las aventuras de Luca Torelli, un desalmado asesino a sueldo, y de su compañero Rascal, dentro de la cultura de violencia propia del crimen organizado de Nueva York durante la Gran Depresión.

## Historia editorial
La serie fue propuesta por Abulí a Josep Toutain, quienes escogieron como dibujante al veterano Alex Toth. Éste dibujó las dos primeras historias en 1981, pero abandonó el proyecto al no compartir su humor negro. Tras tantear a Jordi Longarón y Frank Robbins, fue reemplazado por Jordi Bernet, cuyo estilo artístico era apropiado para temas oscuros y violentos.
Torpedo 1936 fue publicada por primera vez en el número 32 de la versión española de la revista de horror Creepy, en febrero de 1982. Los dos primeras historietas con dibujo a cargo de Toth, cambiando a Bernet en el número 34, con la historia "De perro a perro". Torpedo fue pasando por muchas revistas de cómic españolas, como Thriller, Comix Internacional, Totem el comix, Co & Co o Viñetas, publicándose también álbumes y relatos. Tuvo bastante éxito de crítica y público, siendo premiado en el Festival del Cómic de Angulema de 1986 con el Premio Alph-Art al Mejor Álbum Extranjero.
Su siguiente lugar de publicación, sería en el suplemento dominical  El País Semanal en diciembre de 1990, con 6 historias contratadas, de las cuales se censuró la última “Lolita”, que nunca llegó a publicarse en el dominical,  publicándose posteriormente en mayo de 1991 en la revista dedicada al personaje, de título "Luca Torelli es Torpedo" de la editorial Makoki.
En mayo de 1991 apareció finalmente una revista dedicada al personaje, de título "Luca Torelli es Torpedo".
En el año 2000 Loquillo le dedicó una canción al personaje de Torpedo, escrita por Óscar Aibar; en ella la productora omitió a Sánchez Abuli. Este comenzó una serie de demandas por atentado al honor y sus derechos. Después de cinco años Bernet es absuelto, pero acaba su relación con Abulí y con la posibilidad de nuevas historias de Torpedo.

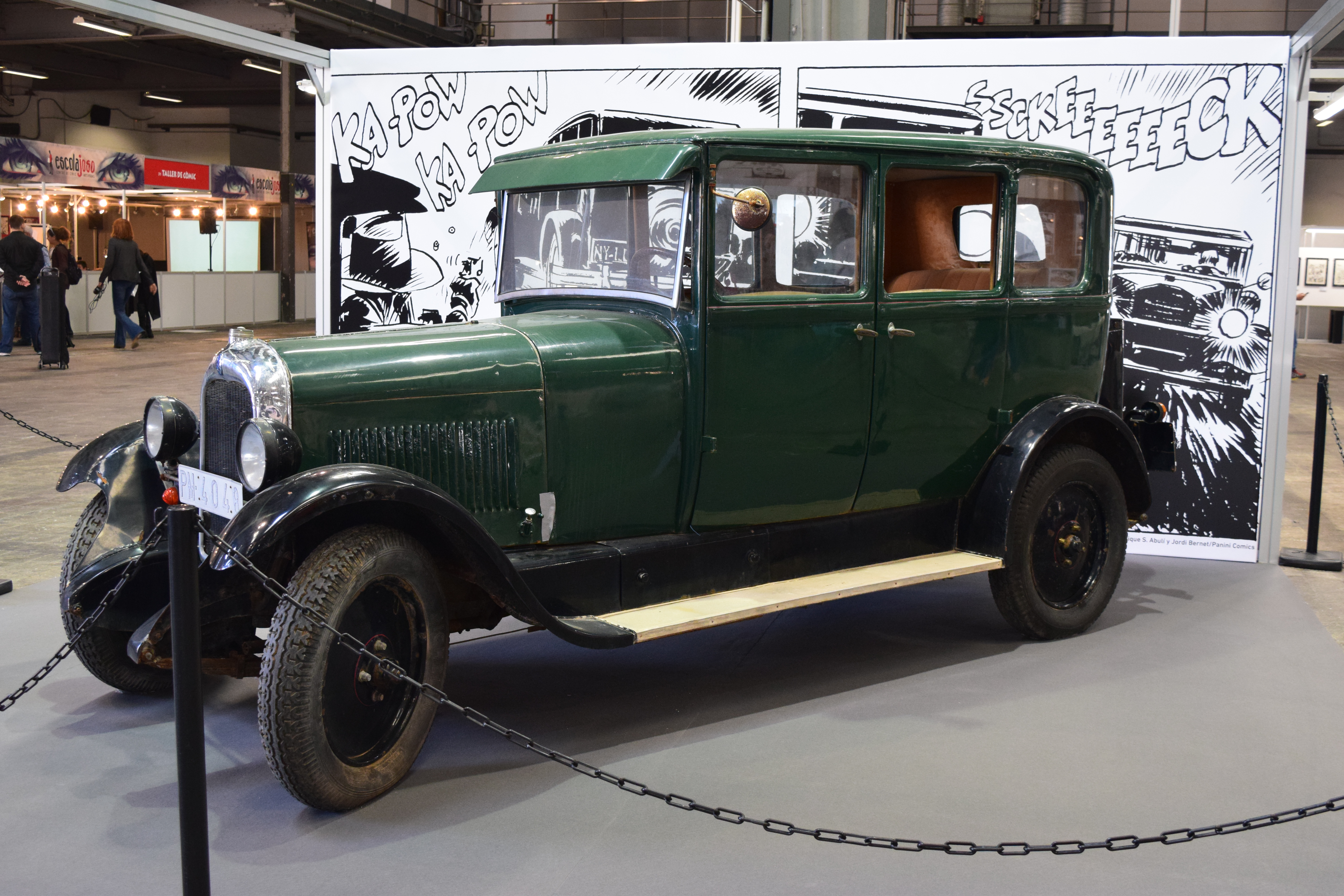
Un Citroën B14 G de 1928 (como el de la historieta) en la exposición Vinyetes sobre rodes (Viñetas sobre ruedas), de la edición del 2016 del Salón Internacional del Cómic de Barcelona.

## Biografía del personaje
Luca Torelli nace en Sicilia alrededor de 1903, hijo de Vittorio Torelli y Luciana Petrosino (aunque existen dudas sobre quién es realmente su padre biológico). Por causa de una vendetta, se ve obligado a huir a América siendo muy joven, donde pronto se convierte en un asesino a sueldo (o "torpedo", en la jerga de la época). Obtiene a Rascal como compañero. Además de Rascal y de personajes en flashbacks, hay pocos personajes recurrentes, y se dan pocas fechas para sus historias actuales. El único personaje recurrente de cierta importancia es una mujer llamada "Susie", que continuamente resulta ser más lista que él.